# Dictyota dichotoma
Espèce
Dictyota dichotoma est une espèce d'algues brunes de la famille des Dictyotaceae.

## Liste des variétés et formes
Selon ITIS (16 nov. 2018) :
- variété Dictyota dichotoma var. dichotoma (Hudson) Lamouroux
- variété Dictyota dichotoma var. menstrualis

Selon NCBI (16 nov. 2018) :
- variété Dictyota dichotoma var. intricata
- variété Dictyota dichotoma var. linearis

Selon World Register of Marine Species (16 nov. 2018) :
- forme Dictyota dichotoma f. proliferans Ercegovic, 1957
- variété Dictyota dichotoma var. intricata (C.Agardh) Greville, 1830